# Ronald Michael Schmidt
Ronald Michael Schmidt (* 13. Februar 1951 in Haan; † 12. Juni 2023) war ein deutscher Germanist und Bibliothekar.

## Leben und Wirken
Ronald Michael Schmidt studierte Germanistik und Pädagogik und legte sein Staatsexamen für den höheren Schuldienst 1976 ab. Von 1977 bis 1981 war er als Verwalter einer wissenschaftlichen Assistentenstelle tätig und promovierte 1980 an der Technischen Hochschule Aachen im Fach Germanistik mit einer Arbeit über die mittelalterliche Minnerede. Als Bibliotheksreferendar an der Universitätsbibliothek Bonn trat er 1981 in die Ausbildung für den höheren Bibliotheksdienst ein und legte die Fachprüfung hierfür 1983 an der Fachhochschule für Bibliotheks- und Dokumentationswesen in Köln ab. Bis 1990 arbeitete er dann als wissenschaftlicher Bibliothekar an der Universitätsbibliothek Bonn. Im Jahre 1990 wechselte er an das Hochschulbibliothekszentrum des Landes Nordrhein-Westfalen; 1992 wurde er dort zum Bibliotheksdirektor und Fachbereichsleiter ernannt. Neben seiner Tätigkeit am Hochschulbibliothekszentrum war Schmidt Leiter der zentralen Deutschen Bibliotheksstatistik (DBS).

## Veröffentlichungen
- Studien zur deutschen Minnerede. Untersuchungen zu Zilies von Syan, Johann von Konstanz und Eberhard von Cersne (= Göppinger Arbeiten zur Germanistik, Bd. 345). Kümmerle, Göppingen 1982, ISBN 3-87452-553-8 (Dissertation Technische Hochschule Aachen).
- Die Handschriftenillustrationen des „Willehalm“ Wolframs von Eschenbach. Dokumentation einer illustrierten Handschriftengruppe. Reichert, Wiesbaden 1985, ISBN 3-88226-248-6.
- Mittelhochdeutsche Minnereden und Gefühlswortschatz. In: Ludwig Jäger (Hrsg.): Zur historischen Semantik des deutschen Gefühlswortschatzes. Aspekte, Probleme und Beispiele seiner lexikographischen Erfassung. Alano, Aachen 1988, S. 181–191, ISBN 3-89285-000-3.
- Die Rezeption der Texte. Das neunzehnte Jahrhundert – wissenschaftliche Textausgaben. In: Elmar Mittler (Hrsg.): Codex Manesse. [Die große Heidelberger Liederhandschrift. Texte, Bilder, Sachen]. Katalog zur Ausstellung vom 12. Juni – 4. Sept. 1988, Universitätsbibliothek Heidelberg (= Heidelberger Bibliotheksschriften, Bd. 30). Braus, Heidelberg 1988, S. 388–395, ISBN 3-925835-20-2.
- CD-ROM-Technologie in Bibliotheken. In: Zeitschrift für Bibliothekswesen und Bibliographie, Bd. 36 (1989), S. 76–82.
- Bibliotheksautomatisierung in den Vereinigten Staaten. Katalogisierung, Bibliotheksverbundsysteme, Fernleihe. In: Bibliothek. Forschung und Praxis, Bd. 17 (1993), S. 211–222.
- Automatisierung der Erwerbung. Eine Frage integrierter Bibliotheksautomatisierung. In: Ahmed H. Helal (Hrsg.): Impulse für Bibliotheken. Festschrift für Bernhard Adams zum 65. Geburtstag (= Veröffentlichungen der Universitätsbibliothek Essen, Bd. 19). Essen 1995, S. 54–66, ISBN 3-922602-20-7.
- Die Anwendung der überregionalen Personennamendatei in Verbundsystemen. Das Beispiel HBZ. In: Zeitschrift für Bibliothekswesen und Bibliographie, Bd. 44 (1997), S. 117–125.
- Perspektiven für den Nordrhein-Westfälischen Bibliotheksverbund. In: Bibliothek. Forschung und Praxis, Bd. 25 (2001), S. 49–54.
- DBS: Verstaubte Statistik oder verkannter Mehrwert für Spezialbibliotheken? In: Jadwiga u. Jürgen Warmbrunn (Hrsg.): Kooperation versus Eigenprofil? Universitätsverlag, Karlsruhe 2008, S. 329–336, ISBN 978-3-86644-311-2.
- Vom Zentralkatalog zum Verbund. Fernleihsteuerungsinstrumente und kooperative Katalogiserung. In: Peter Vodosek (Hrsg.): Auf dem Wege in die Informationsgesellschaft. Bibliotheken in den 70er und 80er Jahren des 20. Jahrhunderts (= Wolfenbütteler Schriften zur Geschichte des Buchwesens, Bd. 43). Harrassowitz, Wiesbaden 2008, S. 221–238, ISBN 3-447-05827-7.
- Öffentliche Bibliotheken in Deutschland 1990–2009. In: Jahrbuch für Kulturpolitik, Jg. 2010, S. 197–208.